# Marcelo Salas
Pour les articles homonymes, voir Salas.
José Marcelo Salas Melinao, né le 24 décembre 1974 à Temuco, surnommé « El Matador » (en raison de ses célébrations des buts), « El Fenómeno » ou encore « Shileno », est un footballeur international chilien.
Il est considéré comme le « meilleur attaquant de l'histoire du Chili »,, et l'un des meilleurs joueurs de football de tous les temps en Amérique du Sud et dans le monde. Il a été capitaine de l'équipe nationale chilienne, étant son meilleur buteur avec 45 buts (4 en Coupes du monde, 18 en Processus de qualification pour la Coupe du monde, 15 en matches amicaux et 8 avec l'équipe olympique).
Il s'est démarqué au cours des décennies 1990 et 2000 dans des clubs tels que l'Universidad de Chile, le River Plate, la Lazio et la Juventus. Il a joué au Chili, en Argentine et en Italie, remportant des titres avec chacun de ses clubs.

## Biographie

### Universidad de Chile
Né à Temuco, Salas est un jeune produit de l'équipe de jeunes du Deportivo Temuco jusqu'à ce que son père l'emmène à Santiago du Chili pour être incorporé à l'Universidad de Chile.
Salas a fait ses débuts en jouant pour l' Universidad de Chile en 1993 et est devenu partant le 4 janvier 1994 contre Cobreloa où il marquerait également un but. Finalement, Salas est consolidé dans le match contre Colo Colo au Stade National, où il a marqué un Hat-trick dans la victoire 4-1. Ses grandes performances ont rapidement conduit les fans universitaires à lui donner le surnom de "Matador" en raison de son sang-froid lors de la définition, également inspiré de la chanson du même nom du groupe musical argentin Los Fabulosos Cadillacs, qui à l'époque était à la mode en latin Amérique. C'est aussi à cette époque qu'il a breveté sa manière particulière de célébrer les buts : il a mis une jambe vers le bas, a baissé la tête, a étiré son bras droit et a pointé son index vers le ciel.
Salas aide l'équipe à remporter des titres consécutifs en 1994 et 1995, étant une pièce fondamentale dans l'attaque de l'équipe de l'Universidad de Chile, étant le meilleur buteur des deux saisons (27 et 17 buts respectivement). Laissant une traînée de 76 buts qui inclut une forte campagne 1996 dans la Copa Libertadores.

### River Plate
Plus tard en 1996, Salas se rend en Argentine pour jouer avec River Plate de la première division Argentine. Le 30 septembre 1996, il a marqué son premier but avec le maillot River Plate dans la classique contre Boca Juniors au stade  Bombonera. De 1996 à 1998, Salas a marqué 31 buts en 67 matchs, aidant River à remporter le Torneo de Apertura 1996 (où il a marqué deux buts lors de la victoire 3-0 contre Vélez Sarsfield qui l'a fait champion), le Clausura 1997, l'Apertura 1997 (marquant le but du titre contre Argentinos Juniors) et la Supercopa Sudamericana 1997, où il a marqué les 2 buts en finale contre São Paulo qui a donné la coupe au club millionnaire. En outre, il a été élu meilleur Footballeur argentin de l'année et Meilleur joueur sud-américain de l'année en 1997. Ces réalisations consolideront son héritage en Argentine en tant que l'un de ses plus grands joueurs nés à l'étranger et se méritant le surnom de "El shileno (sic) Salas".
L'équipe argentine a évalué son laissez-passer à 30 000 000 $ US compte tenu de l'intérêt du club anglais, Manchester United, en plus des grands clubs d'Italie et d'Espagne pour son embauche.

### Lazio
Le 1er février 1998, grâce à ses bonnes performances tant en Argentine qu'en équipe nationale chilienne, il a été vendu à Lazio en Italie pour 20,5 millions de dollars. Il s'agit là du transfert le plus élevé de l'histoire à cette époque, après Ronaldo, Rivaldo et Denilson (respectivement à l'Inter Milan depuis l'Italie, Barcelone et le Betis depuis l'Espagne).
Salas a joué en Italie pendant cinq ans, trois avec Lazio (1998–2001), un catalyseur clé pour aider à redresser une équipe de la Lazio qui n'avait pas remporté un Scudetto depuis la saison 1973–1974. Il a fait ses débuts pour la Lazio le 12 août 1998 contre le champion de Ligue des champions de l'UEFA le Real Madrid de l'Espagne, où il a marqué le but gagnant momentané 2–1 pour le Trophée Teresa-Herrera. Ses débuts officiels sont pour la Supercoupe d'Italie de football dans la victoire 2-1 contre la Juventus, le 29 août 1998, où il est devenu champion. Avec Salas dans l'équipe, les succès du football italien sont revenus pour l'ensemble de la capitale italienne, après 25 ans. Il a marqué son premier but pour la Serie A en jouant pour la Lazio quelques jours plus tard contre l' Inter Milan. Avec la Lazio, il a remporté une Serie A (étant Salas le meilleur buteur de l'équipe avec 12 annotations), une Coupe d'Italie, deux Supercoupa italienne, une Coupe des vainqueurs de coupe de l'UEFA et une Supercoupe de l'UEFA, marquant le seul but du match dans ce dernier, dans un 1-0 victoire sur Manchester United.
Salas est rapidement devenu une idole du Lazio tifosi, où ils lui ont dédié des chansons, la plus traditionnelle était : "Matador, Matador, che ce frega de Ronaldo noi c'avemo er Matador" (Matador, Matador, on se soucie de Ronaldo si nous avoir le Matador),.
Après avoir rejeté les offres sur les 30 000 000 $ US  de clubs aussi importants que: Manchester United, Chelsea, Arsenal, Liverpool, Barcelone, Parme, A.C. Milan et l'
Inter Milan,. était en négociations avec le Real Madrid pour devenir, avec Zinedine Zidane, l'une des deux grandes signatures "meringues" de 2001.
Cependant, le transfert a échoué, en grande partie en raison de la somme exorbitante que le club espagnol a investi dans la signature de Zidane. Enfin, la même année, il a signé pour la Juventus, après avoir payé au club 25 000 000 € (28 500 000 $ US) pour lui, ce qui était à l'époque le transfert le plus cher d'un joueur chilien.

### Juventus
En 2001, il est transféré à la Juventus F.C. pour 55 milliards de lires (28,5 millions d'euros à taux de change fixe; 22 milliards de lires en espèces plus Darko Kovačević) son séjour à Turin est écourté en raison d'une déchirure du ligament au genou droit contre le Bologna FC en un match valable pour la Serie A. où Salas endurerait les pires moments de sa carrière; il a été gêné par des blessures, ce qui lui a permis de participer à seulement 26 matchs et de marquer seulement 4 buts.

### River Plate
Après que la Juventus ait essayé sans succès de le transférer dans divers clubs, y compris : Manchester United, Chelsea, Liverpool, Barcelone, AC Milan,,,,, y compris le Sporting de Lisbonne, en échange de la passe d'un jeune Cristiano Ronaldo.
Finalement, en 2003, il retourne en Amérique du Sud en grande partie en raison du divorce avec son ex-femme, pour être proche de ses filles qui vivaient au Chili,, revenant en prêt à River Plate.
Après son retour à la table des millionnaires, les fans traditionnels Los Borrachos del Tablon, sortent des affiches et des timbres-montage avec l'image de "San Matador" en allusion à Salas. Ils lui dédient aussi des chansons qui disent: "folie, regarde, regarde quelle émotion, c'est les Salas chiliens qui sont revenus à River pour être champion".
Salas s'est particulièrement démarqué lors de la Copa Sudamericana cette année-là, mais ne peut empêcher la défaite de son équipe en finale contre Cienciano du Pérou, malgré le but égalisateur 3–3 au match aller. Cependant, il remporte plus tard un nouveau titre: le tournoi Clausura 2004.
Un an plus tard, il aide River à atteindre les demi-finales de la Copa Libertadores 2005, marquant un triplé au deuxième tour contre Liga de Quito. En demi-finale, ils perdent contre le São Paulo FC 5–2. Au match retour, Salas marque le deuxième but de River, mais c'était inévitable, puisque River a perdu 2-0 au match aller et River perdait 3-2 au match retour. Pour son second passage à River, Salas marque 17 buts en 43 matchs.
Marcelo Salas est l'une des plus grandes idoles des fans millionnaires, avec Ángel Labruna, Enzo Francescoli, Ramón Díaz, Norberto Alonso, Ubaldo Fillol, Amadeo Carrizo, entre autres. De plus, il est l'un des rares joueurs étrangers à occuper la ceinture de capitaine du club argentin.

### Universidad de Chile
Entre 2004 et 2005, il reçoit des offres de retour au football européen de Barcelone en Espagne et de l'Inter Milan en Italie, entre autres,.
À la fin de juillet 2005, il est confirmé qu'il retourne à son équipe de football originale, Universidad de Chile sur un accord temporaire de la Juventus, et l'amour sans fin des fans de l'Universidad de Chile pour Salas était évident. Il a porté l'Université du Chili en finale de la coupe. La finale 2005 est décidée sur une fusillade[Quoi ?], remportée par l'Universidad Católica. Après que les rumeurs de retraite se soient épanouies à l'été 2006, Salas commence la campagne avec l'Universidad de Chile et mène l'équipe à la finale une fois de plus, ce qui a vu l'Universidad de Chile abandonner le titre à Colo-Colo aux tirs au but.
Salas annonce sa retraite le 28 novembre 2008, à l'âge de 33 ans. Avant le match du 23 novembre où l'Universidad de Chile a battu Cobreloa 3–2, avec deux buts de Matador au Stade National.

### Sélection chilienne
Le 30 avril 1994 au Stade National, Salas fait ses débuts dans l'équipe du Chili de football à 19 ans, marquant son premier but international lors d'un match nul 3-3 avec l' Argentine de Diego Maradona, qui se préparait pour la Coupe du monde 1994.
En 1995, il remporte la Coupe Canada en marquant le but de la victoire des Chiliens à la 87e minute du match en finale contre le Canada (2-1).
Au cours de la campagne de qualification pour la Coupe du monde 1998, Salas marque 11 buts. Il marque des buts mémorables : contre l' Argentine à domicile, à Quito et à domicile contre l' Équateur et à domicile contre l'Uruguay, y compris des hat-trick
contre la Colombie et le Pérou, et un but lors du dernier match contre la Bolivie. Contre le Pérou, il devient le plus jeune footballeur chilien à porter la ceinture de capitaine, à seulement 22 ans.

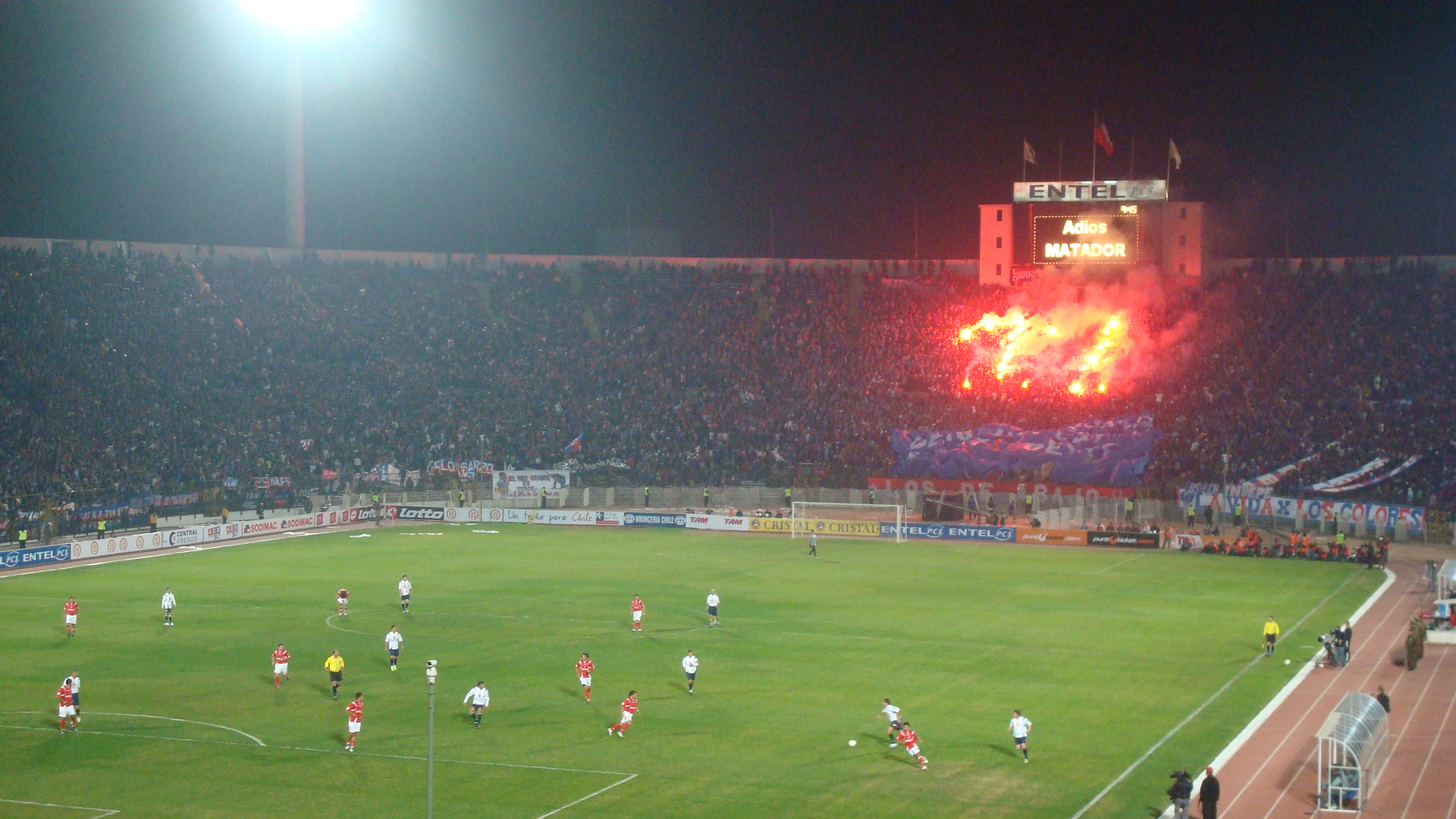
Match d'adieu de Salas le 2 juin 2009 à l'Stade National

Lors de la tournée préparatoire de la Coupe du Monde de la FIFA 1998 en France, le Chili dispute un match amical face à l'Angleterre devant environ 65 000 spectateurs au légendaire Stade de Wembley le 11 février 1998. Dans un match mémorable, le Chili l'emporte 2-0 avec des buts de "El Matador". Le premier, de grande facture, avec un contrôle, un spin et une définition parfaits, sans laisser le ballon toucher le sol après une passe de plus de 60 mètres. Le second, un penalty qu'il a créé après avoir brillamment dribblé le défenseur anglais Sol Campbell.
En 1998, Marcelo Salas réalise une performance exceptionnelle dans la Coupe du Monde de la FIFA France 1998, atteignant les huitièmes de finale du tournoi, il marque 4 buts (deux contre l' Italie, un contre l'Autriche et un contre le Brésil), étant le troisième buteur de ce Coupe du monde, avec l'attaquant brésilien Ronaldo, à seulement 1 de la chaussure de bronze et 2 de la chaussure d'or.
En 1999, l'équipe du Chili de football atteint les demi-finales de la Copa América, où elle obtient la quatrième place.
Le 15 août 2000, Salas est la grande figure de la victoire 3-0 du Chili sur le Brésil, marquant un grand but et étant le joueur le plus important du match, disputé lors de la qualification pour la Coupe du monde 2002.
En raison de ses problèmes de blessures, les apparitions de Salas pour le Chili sont limitées après 2001. Il marque quatre buts en neuf apparitions lors de l'échec de la campagne de qualification pour la Coupe du monde 2002 et pendant la qualification pour la Coupe du monde de football 2006. il surpasse Iván Zamorano en tant que meilleur buteur de tous les temps du pays pour la deuxième fois (il l'avait déjà fait en 1998) avec son 35e but contre la Bolivie.
Le 18 novembre 2007, lors d'un match pour la qualification pour la Coupe du monde 2010 que le Chili a disputé contre l'Uruguay, Marcelo Salas inscrit ses 2 derniers buts au mythique Stade Centenario.

## Consécration
L'IFFHS classe Marcelo Salas comme le 31e meilleur joueur sud-américain du XXe siècle, le 19e meilleur attaquant sud-américain du XXe siècle et le 3e meilleur attaquant sud-américain des années 1990 (sur le podium avec les Brésiliens Ronaldo et Romário). Il est considéré comme l'un des meilleurs footballeurs du monde pendant la seconde moitié des années 90 et le début des années 2000. En 1997, il se classe troisième meilleur avant-centre du monde (après Ronaldo et Gabriel Batistuta) dans le prix RSS du meilleur footballeur de l'année. En 1998 et 1999, il est élu 5e meilleur avant-centre de l'année,,. Toujours en 1996 et 1997, il est cité comme « le meilleur attaquant d'Amérique », où il fait partie de l'équipe idéale d'Amérique[réf. nécessaire]. Il est également élu Meilleur joueur sud-américain de l'année en 1997. Lors de la Coupe du monde de football 1998, il fait partie des 10 meilleurs joueurs de la compétition. En 2013, il est considéré comme l'un des 10 meilleurs buteurs et l'un des meilleurs joueurs de l'histoire du footballeur sud-américain,. En 2019, il fait encore partie des « 50 plus grands footballeurs sud-américains de tous les temps », au 27e rang.
En plus d'être l'une des plus grandes idoles et références du football chilien, il est considéré (avec Leonel Sánchez) comme la plus grande idole de l'histoire du club Universidad de Chile, la principale idole étrangère (avec Enzo Francescoli) du club Atlético River Plate en Argentine (intégrant les onze idéaux historiques) et l'une des plus grandes idoles de Lazio de Italie,.
Entre les années 1996 et 2001, il est considéré comme l'un des meilleurs attaquants du monde par la presse spécialisée, étant constamment comparé aux attaquants Ronaldo et Gabriel Batistuta,. Parfois aussi des comparaisons étaient faites avec Diego Maradona, Pelé et Gerd Müller. Après la mère E[Quoi ?] entre l'Angleterre et le Chili au stade de Wembley, où Salas a marqué les deux buts de la victoire, la presse anglaise déclare : « Olé, Olé, Olé… Salas est le nouveau Diego Maradona » et après les deux buts marqués lors du premier match de la Coupe du monde de football 1998 contre la sélection italienne, la presse espagnole a écrit : « Sa tête dans la dispute avec Cannavaro a rappelé en quelque sorte le saut mémorable de Pelé sur Burgnich lors de la finale de la Coupe du monde 1970 ».
Le 16 décembre 1998, il rejoint l'équipe du reste du monde dans un match joué au Stadio Olimpico contre l'équipe d'Italie, pour célébrer le centenaire de la Calcio. Salas entre dans la deuxième fraction, en remplaçant Gabriel Batistuta,.
Il fait partie de l'équipe nationale chilienne lors de la Coupe du monde de football 1998 en France, où il marque quatre buts en quatre matches, menant sa nation au deuxième tour de la compétition. En plus de cette Coupe du monde, Salas joue pour le Chili lors de deux Copa América, aidant sa nation à terminer quatrième de l'édition 1999 du tournoi.

## Style de jeu
Salas est un attaquant puissant et tenace, avec une bonne technique, bien connu pour son adresse au pied gauche, ainsi que sa capacité aérienne. Il a un record de buts prolifique tout au long de sa carrière,,,.

## Carrière
- 1994-1996 : Universidad de Chile  Chili
- 1996-1998 : River Plate  Argentine
- 1998-2001 : Lazio Rome  Italie
- 2001-2003 : Juventus  Italie
- 2003-2005 : River Plate  Argentine
- 2005-2008 : Universidad de Chile  Chili

## Statistiques
- Championnat : 339 matchs, 157 buts
- Équipe du Chili de football : 70 matchs, 37 buts
- Coupes Internationaux: 70 matchs, 36 buts
- Coupes Nationaux : 44 matchs, 21 buts
- Total de compétitions officielles: 509 matchs, 262 buts soit 0,48 but par match.

### En sélection nationale
| Saison                | Sélection             | Phases finales        | Phases finales | Phases finales | Phases finales | Éliminatoires CDM | Éliminatoires CDM | Éliminatoires CDM | Matchs amicaux | Matchs amicaux | Matchs amicaux | Total | Total | Total |
| Saison                | Sélection             | Compétition           | M              | B              | Pd             | M                 | B                 | Pd                | M              | B              | Pd             | M     | B     | Pd    |
| --------------------- | --------------------- | --------------------- | -------------- | -------------- | -------------- | ----------------- | ----------------- | ----------------- | -------------- | -------------- | -------------- | ----- | ----- | ----- |
| 1993-1994             | Chili                 | -                     | -              | -              | -              | -                 | -                 | -                 | 2              | 1              | 0              | 2     | 1     | 0     |
| 1994-1995             | Chili                 | Copa América 1995     | 3              | 0              | 0              | -                 | -                 | -                 | 9              | 3              | 0              | 12    | 3     | 0     |
| 1995-1996             | Chili                 | -                     | -              | -              | -              | 2                 | 1                 | 2                 | 6              | 4              | 1              | 8     | 5     | 3     |
| 1996-1997             | Chili                 | Copa América 1997     | -              | -              | -              | 6                 | 5                 | 0                 | 1              | 1              | 0              | 7     | 6     | 0     |
| 1997-1998             | Chili                 | Coupe du monde 1998   | 4              | 4              | 0              | 4                 | 5                 | 0                 | 6              | 6              | 0              | 14    | 15    | 0     |
| 1998-1999             | Chili                 | Copa América 1999 4e  | 3              | 0              | 1              | -                 | -                 | -                 | 2              | 0              | 0              | 5     | 0     | 1     |
| 1999-2000             | Chili                 | -                     | -              | -              | -              | 4                 | 1                 | 0                 | -              | -              | -              | 4     | 1     | 0     |
| 2000-2001             | Chili                 | Copa América 2001     | -              | -              | -              | 3                 | 1                 | 1                 | -              | -              | -              | 3     | 1     | 1     |
| 2001-2002             | Chili                 | -                     | -              | -              | -              | 2                 | 2                 | 0                 | -              | -              | -              | 2     | 2     | 0     |
| 2003-2004             | Chili                 | Copa América 2004     | -              | -              | -              | 1                 | 0                 | 0                 | -              | -              | -              | 1     | 0     | 0     |
| 2004-2005             | Chili                 | -                     | -              | -              | -              | 6                 | 1                 | 0                 | -              | -              | -              | 6     | 1     | 0     |
| 2007-2008             | Chili                 |                       | -              | -              | -              | 4                 | 2                 | 0                 | 2              | 0              | 0              | 6     | 2     | 0     |
| Total sur la carrière | Total sur la carrière | Total sur la carrière | 10             | 4              | 1              | 32                | 18                | 3                 | 28             | 15             | 1              | 70    | 37    | 5     |

### Buts en sélection
| Buts en sélection de Marcelo Salas | Buts en sélection de Marcelo Salas | Buts en sélection de Marcelo Salas     | Buts en sélection de Marcelo Salas | Buts en sélection de Marcelo Salas | Buts en sélection de Marcelo Salas      |
| #                                  | Date                               | Lieu                                   | Adversaire                         | Résultats                          | Compétitions                            |
| ---------------------------------- | ---------------------------------- | -------------------------------------- | ---------------------------------- | ---------------------------------- | --------------------------------------- |
| 1                                  | 18 mai 1994                        | Santiago, Chili                        | Argentine                          | 3-3                                | Match amical                            |
| 2                                  | 29 mars 1995                       | Los Angeles, États-Unis                | Mexique                            | 2-1                                | Match amical                            |
| 3                                  | 22 avril 1995                      | Temuco, Chili                          | Islande                            | 1-1                                | Match amical                            |
| 4                                  | 28 mai 1995                        | Stade du Commonwealth, Edmonton        | Canada                             | 2-1                                | Canada Cup 2015                         |
| 5                                  | 11 octobre 1995                    | Concepción, Chili                      | Canada                             | 2-0                                | Match amical                            |
| 6                                  | 14 février 1996                    | Coquimbo, Chili                        | Pérou                              | 4-0                                | Match amical                            |
| 7                                  | 26 mai 1996                        | Santiago, Chili                        | Bolivie                            | 2-0                                | Match amical                            |
| 8                                  | 26 mai 1996                        | Santiago, Chili                        | Bolivie                            | 2-0                                | Match amical                            |
| 9                                  | 6 juillet 1996                     | Santiago, Chili                        | Équateur                           | 4-1                                | Éliminatoires de la Coupe du monde 1998 |
| 10                                 | 25 août 1996                       | Monrovia, Liberia                      | Costa Rica                         | 1-1                                | Match amical                            |
| 11                                 | 12 novembre 1996                   | Santiago, Chili                        | Uruguay                            | 1-0                                | Éliminatoires de la Coupe du monde 1998 |
| 12                                 | 8 juin 1997                        | Quito, Équateur                        | Équateur                           | 1-1                                | Éliminatoires de la Coupe du monde 1998 |
| 13                                 | 5 juillet 1997                     | Santiago, Chili                        | Colombie                           | 4-1                                | Éliminatoires de la Coupe du monde 1998 |
| 14                                 | 5 juillet 1997                     | Santiago, Chili                        | Colombie                           | 4-1                                | Éliminatoires de la Coupe du monde 1998 |
| 15                                 | 5 juillet 1997                     | Santiago, Chili                        | Colombie                           | 4-1                                | Éliminatoires de la Coupe du monde 1998 |
| 16                                 | 10 septembre 1997                  | Santiago, Chili                        | Argentine                          | 1-2                                | Éliminatoires de la Coupe du monde 1998 |
| 17                                 | 21 octobre 1997                    | Santiago, Chili                        | Pérou                              | 4-0                                | Éliminatoires de la Coupe du monde 1998 |
| 18                                 | 21 octobre 1997                    | Santiago, Chili                        | Pérou                              | 4-0                                | Éliminatoires de la Coupe du monde 1998 |
| 19                                 | 21 octobre 1997                    | Santiago, Chili                        | Pérou                              | 4-0                                | Éliminatoires de la Coupe du monde 1998 |
| 20                                 | 16 novembre 1997                   | Santiago, Chili                        | Bolivie                            | 3-0                                | Éliminatoires de la Coupe du monde 1998 |
| 21                                 | 11 février 1998                    | Stade de Wembley, Londres              | Angleterre                         | 2-0                                | Match amical                            |
| 22                                 | 11 février 1998                    | Stade de Wembley, Londres              | Angleterre                         | 2-0                                | Match amical                            |
| 23                                 | 22 avril 1998                      | Santiago, Chili                        | Colombie                           | 2-2                                | Match amical                            |
| 24                                 | 24 mai 1998                        | Santiago, Chili                        | Uruguay                            | 2-2                                | Match amical                            |
| 25                                 | 31 mai 1998                        | Stade Alexandre Tropenas, Montélimar   | Tunisie                            | 3-2                                | Match amical                            |
| 26                                 | 4 juin 1998                        | Parc des Sports, Avignon               | Maroc                              | 1-1                                | Match amical                            |
| 27                                 | 11 juin 1998                       | Parc Lescure, Bordeaux                 | Italie                             | 2-2                                | Coupe du monde 1998                     |
| 28                                 | 11 juin 1998                       | Parc Lescure, Bordeaux                 | Italie                             | 2-2                                | Coupe du monde 1998                     |
| 29                                 | 17 juin 1998                       | Stade Geoffroy-Guichard, Saint-Étienne | Autriche                           | 1-1                                | Coupe du monde 1998                     |
| 30                                 | 27 juin 1998                       | Parc des Princes, Paris                | Brésil                             | 1-4                                | Coupe du monde 1998                     |
| 31                                 | 29 juin 2000                       | Estadio Nacional de Chile, Santiago    | Paraguay                           | 3-1                                | Éliminatoires de la Coupe du monde 2002 |
| 32                                 | 15 août 2000                       | Estadio Nacional de Chile, Santiago    | Brésil                             | 3-0                                | Éliminatoires de la Coupe du monde 2002 |
| 33                                 | 14 août 2001                       | Estadio Nacional de Chile, Santiago    | Bolivie                            | 2-2                                | Éliminatoires de la Coupe du monde 2002 |
| 34                                 | 14 août 2001                       | Estadio Nacional de Chile, Santiago    | Bolivie                            | 2-2                                | Éliminatoires de la Coupe du monde 2002 |
| 35                                 | 4 juin 2005                        | Estadio Nacional de Chile, Santiago    | Bolivie                            | 3-1                                | Éliminatoires de la Coupe du monde 2006 |
| 36                                 | 18 novembre 2007                   | Estadio Centenario, Montevideo         | Uruguay                            | 2-2                                | Éliminatoires de la Coupe du monde 2010 |
| 37                                 | 18 novembre 2007                   | Estadio Centenario, Montevideo         | Uruguay                            | 2-2                                | Éliminatoires de la Coupe du monde 2010 |

## Palmarès

### Universidad de Chile
- Championnat du Chili (2)
  - Vainqueur : 1994 et 1995
  - Finaliste : 2005 et 2006

### River Plate
- Champion du Argentine (4)
  - Vainquer : 1996 A, 1997 C, 1997 A, 2004 C
- Supercopa Sudamericana (1)
  - Vainquer : 1997
- Coupe intercontinentale
  - Finaliste : 1996
- Recopa Sudamericana
  - Finaliste : 1997 et 1998
- Copa Sudamericana
  - Finaliste : 2003

### Lazio
- Championnat d'Italie de football (1)
  - Vainqueur : 1999-2000
  - Finaliste : 1998-1999
- Coupe d'Italie de football (1)
  - Vainqueur : 2000
- Supercoupe d'Italie de football (2)
  - Vainqueur : 1998 et 2000
- Coupe d'Europe des vainqueurs de coupe de football (1)
  - Vainqueur : 1999
- Supercoupe de l'UEFA (1)
  - Vainqueur : 1999

### Juventus
- Championnat d'Italie de football (2)
  - Vainqueur : 2001-2002, 2002-2003
- Supercoupe d'Italie de football (1)
  - Vainqueur : 2002
- Coupe d'Italie de football
  - Finaliste : 2002
- Ligue des champions de l'UEFA
  - Finaliste : 2002-2003

### Individuel
- L'équipe idéale de l'Amérique (2): 1996, 1997
- Meilleur joueur sud-américain de l'année (1): 1997
- Footballeur argentin de l'année (1): 1997
- Olimpia Award (1): 1997 [54]
- Prix du meilleur athlète du Chili (1): 1997
- Footballeur chilien de l'année (2): 1997, 1998
- Troisième buteur (partagé) Coupe du monde de football 1998
- Inclus dans les 10 chiffres de la Coupe du monde de football 1998 [55]
- Integra the Reste du monde 1998 [56]
- Meilleur débutant dans l'histoire de Calcio[57]
- Buteur Supercoupe de l'UEFA 1999
- Meilleur attaquant sud-américain des années 1990 par IFFHS: # 3[58]
- Meilleur attaquant sud-américain du XXe siècle par IFFHS: # 19[58]
- Meilleur joueur sud-américain du XXe siècle par IFFHS: # 31[58]
- Ordre du Libérateur San Martín (1): 2009 [59]
- Inclus dans le Top 10 des meilleurs buteurs de l'histoire du football sud-américain [60]
- 7e meilleur joueur de football sud-américain du pied gauche de l'histoire (magazine "Bleacher Report") [61]
- 4e meilleur attaquant de l'histoire de l'Amérique du Sud des années 1990[62]
- Inclus dans les 50 meilleurs joueurs de football de l'histoire représentatifs de chaque pays par These Football Times (The Guardian)[63]
- Inclus parmi les 50 plus grands footballeurs sud-américains de tous les temps: # 27 [64]
- Meilleur buteur de l'histoire de l'équipe du Chili de football